# Warstwowy układ dzieła literackiego
Warstwowy układ dzieła literackiego – termin wprowadzony przez Romana Ingardena określający rozciągłość dzieła literackiego w przestrzeni. Wyróżnił on cztery warstwy:
- brzmieniową,
- znaczeniową,
- przedmiotów przedstawionych,
- wyglądów.

Warstwy brzmieniowa i znaczeniowa tworzą dwuwarstwę języka, a warstwy przedmiotów przedstawionych i wyglądów - dwuwarstwę świata przedstawionego.